# Уильям Белленден-Кер, 4-й герцог Роксбург
Уильям Белленден-Кер, 7-й лорд Белленден, 4-й герцог Роксбург (англ. William Bellenden-Ker, 4th Duke of Roxburghe; 20 октября 1728 — 23 октября 1805) — шотландский дворянин и пэр.

## Ранняя жизнь
Уильям родился в октябре 1728 года. Он был крещен 20 октября 1728 года в Эштон-андер-Хилл, Глостершир, Англия. Старший сын и наследник полковника достопочтенного Уильяма Беллендена (1702—1758) и Джакомины (урожденная Фермер) Белленден из Нормингтона в Линкольншире, которые заключили брак в 1726 году. Его младшей сестрой была Джакомина Белленден, жена Томаса Орби Хантера, члена парламента от Уинчелси, из Уэверли-Эбби в графстве Суррей, в 1749 году.
Его отец Уильям был третьим сыном Джона Кера, третьего выжившего сына Уильяма Кера, 2-го графа Роксбурга (1622—1675), и леди Мэри Мур (?- 1725/1726), второй дочери Генри Мура, 1-го графа Дроэда. Его дед взял фамилию Белленден и стал 2-м лордом Белленденом из Бротона (после того, как унаследовал титул после своего двоюродного брата Уильяма Беллендена, 1-го лорда Беллендена (ок. 1604—1671), сына сэра Джеймса Беллендена из Бротона и Маргарет Кер.

## Карьера и пэрство
В 1757 году он получил чин капитана в 25-м пехотном полку.
13 октября 1797 года после смерти своего неженатого и бездетного кузена Роберта Беллендена, 6-го лорда Беллендена (1734—1797), который был капитаном 11-го пехотного полка в 1761 году и 68-го пехотного полка в 1767 году, он унаследовал титулы 7-го лорда Беллендена из Бротона. 2 апреля 1798 года он получил грант в размере 250 фунтов стерлингов в год, как и его предшественники.
19 марта 1804 года, по смерти другого, неженатого и бездетного двоюродного брата, Джона Кера, 3-го герцога Роксбурга (1740—1804), титулы графа Кер и барона Кер, созданные в системе пэрства Великобритании в 1722 году, угасли. Но 75-летний Уильям Белленден-Кер унаследовал герцогство Роксбург вместе с другими титулами и родовым замком Флорс в Роксбургшире на берегах реки Твид в Юго-Восточной Шотландии.

## Личная жизнь
Уильям Белленден-Кер был дважды женат. 7 декабря 1750 года он женился первым браком на Маргарет Берроуз, дочери преподобного доктора Берроуза, капеллана Хэмптон-Корта. После её смерти он во второй раз женился 29 июня 1789 года на Мэри Бечинн (? — 9 апреля 1868). Мэри была дочерью капитана Бенджамина Бечинна и Сюзанны Смит (? — 1804), сестры сэра Джона Смита, 1-го баронета.
4-й герцог Роксбург скончался 23 октября 1805 года, не оставив потомства. Менее чем через год после его смерти его вдова вышла замуж за достопочтенного Джона Мэннерса Толлмаша (? — 1837), член Палаты общин от Илчестера, 19 августа 1806 года. Джон Толлмаш был вторым сыном Луизы Толлмаш, 7-й графини Дайсарт (1745—1840).

## Титулы
После его смерти титул лорда Беллендена из Бротона прервался, а за титул герцог Роксбурга начался судебный процесс (дело Роксбурга). Только в 1812 году Палата лордов Великобритании вынесла решение о том, что титул герцога Роксбурга и его дочерние титулы должны перейти к дальнему кузену Джеймсу Иннс-Керу (1736—1823), который стал 5-м герцогом Роксбургом.

## Титулатура
- 7-й лорд Белленден из Бротона, Мидлотиан (с 13 октября 1797)
- 4-й герцог Роксбург (с 19 марта 1804)
- 8-й лорд Роксбург (с 19 марта 1804)
- 4-й виконт Броксмут (с 19 марта 1804)
- 4-й граф Келсо (с 19 марта 1804)
- 4-й маркиз Боумонт и Кессфорд (с 19 марта 1804)
- 8-й граф Кер из Кессфорда и Кавертауна (с 19 марта 1804)
- 8-й граф Роксбург (с 19 марта 1804)
- 4-й лорд Кер из Кессфорда и Кавертауна (с 19 марта 1804).